# باشگاه فوتبال تسویکاو
باشگاه فوتبال تسویکاو (آلمانی: FSV Zwickau) باشگاه فوتبالی است که در شهر تسویکاو در ایالت زاکسن قرار گرفته و در سال ۱۹۱۲ تأسیس شده‌است.